# Хаммерштейн-Экворд, Франц фон
Франц барон фон Хаммерштейн-Экворд (нем. Franz Freiherr von Hammerstein-Equord) (6 июня 1921, Берлин — 15 августа 2011) — сын Курта фон Хаммерштейн-Экворда, общественный деятель, протестантский богослов.

## Биография
Франц барон фон Хаммерштейн-Экворд родился 6 июня 1921 года в Берлине.
Шестой из семи детей «Красного генерала» Курта фон Хаммерштейн-Экворда и его жены Марии, урождённой баронессы фон Лютвиц (1886—1970 гг).
Он получил образование в сфере промышленных продаж и работал в компании Круппа. Его братья, Кунрат и Людвиг, были в рядах заговорщиков 20 июля 1944 года. Как член семьи заговорщиков, он был арестован гестапо в августе того же года. Содержался в Моабите, Бухенвальде, Дахау и Регенсбурге. Впоследствии освобожден солдатами армии США.
После войны (в 1948—1950 гг.) учился протестантскому богословию на теологическом факультете Гёттингенского университета, в Духовной семинарии в Чикаго и Говардском университете в Вашингтоне. В 1954 году в Германии прошёл обучение священнослужительскому делу. В 1952 году женился на швейцарском теологе Верене Рордорф. Будучи главой прихода поддерживал молодёжные евангелистские движения в Берлине, на ранней стадии создания помогал Движению Примирения (нем. Aktion Sühnezeichen Friedensdienste, ASF), созданному в 1958 году Лотаром Крайзигом как общегерманская организация. С 1968 по 1975 год фон Хаммерштейн был её генеральным секретарем в Западной Германии. В 1972 году он стал членом Международного объединения Студентов против войны (нем. Internationale der Kriegsdienstgegner/innen, IDK). Между 1978 и 1986 годами работал директором протестантской академии в Берлине.
До конца жизни работал в Совете ASF, председателем «Фонда совета Восток-Запад» (нем. Stiftung West-Östliche Begegnungen) и Рабочем комитете фонда «Топография террора». Представлял организации в различных странах, особенно в Восточной Европе. В России он поддерживал «Мемориал» (посвященный жертвам немецкой оккупации и сталинизма). Также участвовал в иудейско-христианском диалоге. В 2001 году награждён орденом «За заслуги перед Федеративной Республикой Германия» (медалью «За заслуги»), и в 2003 году, вместе с Гюнтером Саархеном и Ричардом Неверманном, премией имени Лотара Крайзига.